# بيتر هيرلي
بيتر هيرلي (بالإنجليزية: Peter Hurley)‏ هو طبيب نيوزيلندي وأسترالي، ولد في 6 يناير 1940، وتوفي في 16 أغسطس 1983.